# Daniella Misail-Nichitin
Daniella Misail-Nichitin (n. 25 septembrie 1976, Chișinău, URSS) este o expertă în domeniul drepturilor omului și al securității din Republica Moldova. Din noiembrie 2024 ocupă funcția de Ministru al Afacerilor Interne al Republicii Moldova. Este recunoscută pentru contribuțiile sale în afaceri interne, combaterea violenței bazate pe gen, protecția drepturilor copiilor și promovarea egalității de gen⁠(d).

## Educație
Este licențiată în Medicină Generală, absolvind Facultatea de Medicină Generală a Universității de Medicină și Farmacie „Nicolae Testemițanu” din Chișinău între 1993 și 1999. Ulterior, a completat un rezidențiat în medicină de familie între 1999 și 2002. În paralel, a studiat dreptul la Academia de Studii Economice din Republica Moldova, absolvind Facultatea de Drept între 2002 și 2005. De asemenea, a obținut masterate în Administrarea Organizațiilor Non-profit și în Advocacy și Schimbări Sociale, ambele prin Programul alternativ de pregătire profesională al Centrul de Resurse pentru Drepturile Omului din Moldova.

## Cariera profesională
Cariera sa a început în 2001, când s-a alăturat Centrului Internațional „La Strada” din Republica Moldova, o organizație neguvernamentală dedicată combaterii violenței bazate pe gen și a traficului de ființe umane. A ocupat diverse poziții de conducere în cadrul acestei organizații, inclusiv cea de coordonatoare a Centrului de Resurse (2001-2004), vicepreședintă (2004-2012) și președintă (2012-2015).
În perioada în care a condus La Strada, Daniella Misail-Nichitin a liderat proiecte strategice legate de cercetare, campanii de conștientizare, dezvoltare de capacități și promovarea Legii Naționale a Republicii Moldova privind prevenirea și combaterea violenței împotriva femeilor și a violenței în familie. Ea a reprezentat „La Strada” în Consiliul Interministerial de Coordonare pentru Prevenirea Violenței în Familie și a fost membră a Consiliului de Administrare al Coaliției Naționale „Viața fără violență”. În 2019, Ambasada SUA la Chișinău a nominalizat-o pe doamna Misail-Nichitin pentru Premiul Internațional Femei cu Curaj (International Women of Courage Award)
În septembrie 2021, Daniella Misail-Nichitin s-a alăturat Ministerului Afacerilor Interne al Republicii Moldova, ocupând funcția de șefă a cabinetului ministrului. Din ianuarie 2022 a servit ca secretar de stat al Ministerului Afacerilor Interne. În noiembrie 2024, a fost numită Ministru al Afacerilor Interne.

## Contribuții notabile
Daniella Misail-Nichitin este autoarea evaluării independente ex-post a implementării Planului Național de Prevenire și Combatere a Traficului de Ființe Umane pentru perioada 2010-2011 și 2012-2013. De asemenea, a coordonat echipa de cercetare pentru studiu „Asigurarea accesului victimelor violenței sexuale la protecție legală și socială adecvată” în 2015.
Ea a participat la programe de instruire internaționale organizate de instituții precum Universitatea Oxford, Banca Mondială, Oficiul Națiunilor Unite pentru Droguri și Crimă și Centrul internațional de dezvoltare a politicilor de migrație, în țări ca Statele Unite, Israel, Ungaria și Regatul Unit.